# Robert Bell (géologue)
Pour les articles homonymes, voir Robert Bell et Bell.

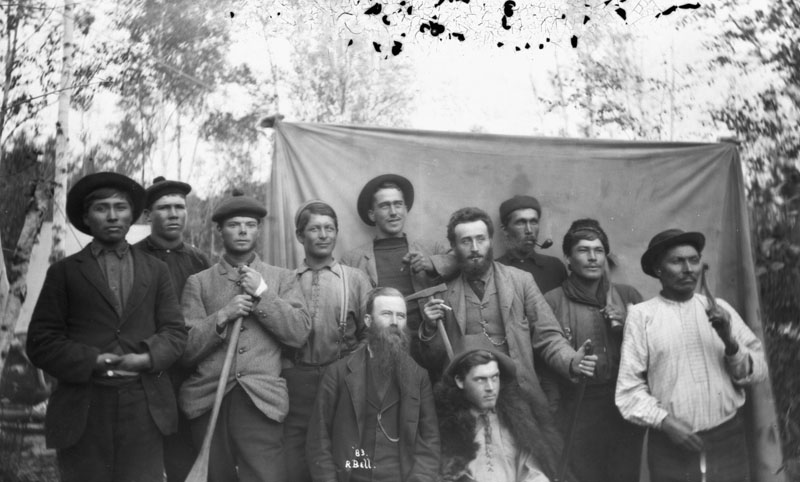
Robert Bell (au centre) en compagnie de son équipe d'exploration, lors d'un relevé de terrain en 1883.

Robert Bell (Toronto, 3 juin 1841 – Rathwell, Manitoba, 17 juin 1917) est un géologue, professeur d'université et fonctionnaire canadien. Il est considéré comme le plus grand explorateur scientifique de l'histoire canadienne. En plus de 40 ans de carrière, il nomme plus de 3 000 entités géographiques dans le cadre de nombreuses campagnes d'exploration.

## Biographie

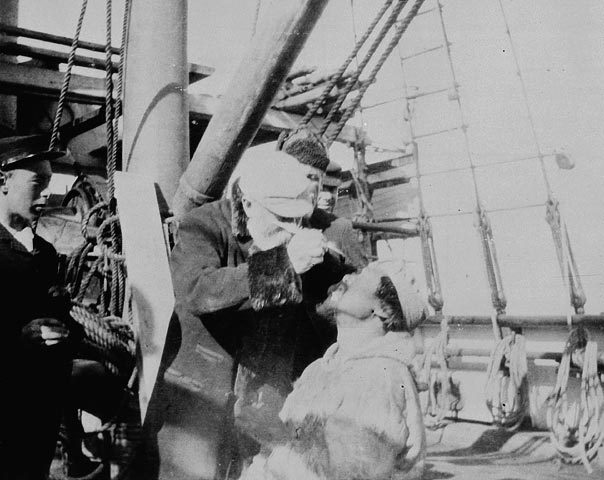
Le Dr Bell ausculte un patient sur le SS Diana, au large de Ashe Inlet, dans les Territoires du Nord-Ouest, durant l'expédition Wakeham en 1897.

### Jeunesse et formation
Robert Bell est né à Toronto (Haut-Canada) de l'union du révérend Andrew Bell, un pasteur presbytérien et géologue amateur, et d'Elizabeth Notman. Âgé de 15 ans, il obtient un emploi d'été comme assistant de William Edmond Logan à la Commission géologique du Canada. Il garde cet emploi d'été durant ses études universitaires et dirige même un relevé de terrain en 1859.
Bell a étudié à l'Université McGill de Montréal sous la direction de John William Dawson. Il obtient un diplôme d'ingénieur en 1861 et reçoit la médaille du Gouverneur général pour l'excellence de son dossier académique. Il étudie ensuite pendant deux ans à l'université d'Édimbourg, en Écosse.

### Carrière
En 1863, il devient professeur de chimie et de sciences de la nature au Queen's College, de Kingston. Il maintient sa collaboration avec la Commission géologique en effectuant des relevés de terrain pendant l'été. Il quitte Queen's en 1867 pour travailler à plein temps à la Commission géologique du Canada. Il retourne aux études durant les années 1870 et obtient un diplôme en médecine de l'Université McGill en 1878.
Il y obtient sa permanence en 1869 et demeure à la commission pour le reste de sa carrière. Il est promu directeur adjoint en 1877, géologue en chef en 1890, puis directeur par intérim de 1901 à 1906.
Pendant sa carrière, Bell a dirigé de nombreuses expéditions dans le Nord du Québec, de l'Ontario, du Manitoba, de la Saskatchewan, de l'Alberta et dans l'Est de l'Arctique canadien. On lui doit la cartographie des rivières entre la baie d'Hudson et le lac Supérieur. Le travail de Bell était apprécié parce qu'il collectait des spécimens et prenait des notes sur la géologie, la faune et la flore, le climat, la nature des sols, les populations autochtones et les ressources exploitables des régions qu'il visitait. Des collègues à la Commission géologique l'ont surnommé le père de la toponymie canadienne, puisqu'on estime qu'il a nommé 3 000 entités géographiques au Canada. Bell a écrit plus de 200 rapports et articles, en géologie, en biologie, en géographie et en ethnologie.

### Vie privée
Il épouse Agnes Smith en 1873, avec qui il a eu un fils et trois filles. Après sa retraite en 1908, il vit les dernières années de sa vie à sa résidence d'Ottawa et à sa ferme de Rathwell, dans le centre du Manitoba. Il meurt à l'âge de 76 ans des suites d'une courte maladie.

## Bibliothèque privée
De son vivant, Bell a réuni une bibliothèque privée de livres et d'objets divers collectés pendant ses voyages, qui était estimée à 26 tonnes. La collection contient des échantillons de roches et des centaines de livres sur une foule de sujets, de l'histoire naturelle à la médecine, en passant par la géologie, les langues et cultures autochtones et l'exploration de l'Amérique du Nord. Ses archives contenaient également des revues scientifiques, plusieurs journaux canadiens et des centaines de réimpressions de rapports scientifiques et professionnels publiés par d'autres chercheurs.
Une partie de cette collection a été détruite à Ottawa  dans un incendie survenu le 28 octobre 1962. Les restes de la collection ont été dispersés parmi les descendants de Bell ou acquis par des collectionneurs privés et des institutions. La plus grande partie de la collection a cependant été transférée aux Archives nationales du Canada.

## Prix et distinctions
- 1865 — membre de la Société géologique de Londres.
- 1882 — membre-fondateur de la Société royale du Canada.
- 1897 — membre de la Royal Society de Londres.
- 1903 — compagnon de l'ordre du service impérial.
- 1906 — médaille d'or du Roi de la Royal Geographical Society de Londres.
- 1906 — Cullum Geographical Medal de la Société américaine de géographie de New York.
- doctorats honorifiques de l'Université McGill, de l'université de Cambridge et de l'Université Queen's.

## Toponymie
La rivière Bell, près de Matagami sur le territoire d'Eeyou Istchee Baie-James et nommée en hommage à Robert Bell. 

## Source
- (en) Cet article est partiellement ou en totalité issu de l’article de Wikipédia en anglais intitulé « Robert Bell (geologist) » (voir la liste des auteurs).